# Ceratomansa prima
Ceratomansa prima är en stekelart som beskrevs av Joseph Augustine Cushman 1922. Ceratomansa prima ingår i släktet Ceratomansa och familjen brokparasitsteklar. Inga underarter finns listade i Catalogue of Life.